# Instituto Veritá
O Instituto Veritá é um instituto de pesquisas mercadológicas, governamentais e eleitorais fundado em 1995. Tem sede em Uberlândia e já atuou com escritórios em São Paulo, Rio de Janeiro, Belo Horizonte e no Distrito Federal. O instituto atende clientes em todos os segmentos de mercado, além de participar em licitações públicas.
Além de pesquisas para o mercado o Instituto Veritá realiza o Prêmio Gestão Pública, uma iniciativa própria iniciada em 2017 e que oferece a gestores municipais a avaliação do público em diversos segmentos de serviços públicos. O instrumento é uma ferramenta de gestão e governança que permite a adequação de políticas públicas e reconhece a qualidade do serviço público prestado. O Prêmio já aconteceu nos estados de São Paulo e Minas Gerais.
Em 2022 o Veritá se destacou por realizar o maior número de pesquisas registradas no TSE. Foram 152 feitas avaliando os cenários para governador, senador e presidente. Também foi o que registrou o maior número de entrevistas em suas pesquisas: 182 mil, aproximadamente.
O instituto registrou pesquisas para diversas eleições presidenciais e regionais no Brasil.

## Os primeiros anos
A história do Veritá tem início em 1995. Atuando com processamento de dados. Vendo o potencial da tecnologia para dar celeridade e exatidão ao trabalho de pesquisa, a evolução para o instituto focado nesse segmento foi natural. Com isso o Veritá se destacou pelo pioneirismo no uso de novas tecnologias que surgiam para dar exatidão e agilidade a seus levantamentos. Foi assim que o uso de, primeiro palm tops e depois tablets passaram muito cedo, ainda em 2006, a serem usados pelos entrevistadores do Veritá em campo. Com isso o instituto passou a oferecer a geolocalização de seus entrevistados, inclusive com a possibilidade de gravar as entrevistas.
"Desde nosso surgimento a tecnologia sempre foi uma aliada para oferecermos a assertividade e agilidade em nossas entregas. Mas graças à experiência de quase três décadas de atuação em todo país agregamos também dados e aprendizado que nos deram um conhecimento único da realidade brasileira”.

## Tipos de pesquisa
As pesquisas  se classificam basicamente em dois tipos: as quantitativas e as qualitativas. As primeiras se destacam pela procura de dados que quantifiquem o que se quer conhecer. Pesquisas eleitorais e de opinião são duas pesquisas desse tipo. Observando parâmetros demográficos uma amostra da população é pesquisada através da aplicação de questionários.
Desse grupo se extrai a informação que será de interesse do cliente ou às vezes até de interesse público. Assim é possível saber por exemplo qual a opinião dos moradores de uma cidade sobre a gestão pública, o quanto uma mudança econômica gerou de alteração no perfil do consumidor ou qual candidato tem mais intenção de votos.
As pesquisas qualitativas buscam não só mensurar um tema, mas descrevê-lo, tirando dos entrevistados opiniões que podem gerar decisões pelo cliente. Fazem parte desse universo de pesquisa levantamentos sobre clima organizacional de uma empresa, percepções sobre uma marca e até percepções do público sobre um agente público ou candidato.

## Amostragem
Para que uma pesquisa realmente demonstre a realidade que se quer conhecer a qualidade da amostra (que é o público entrevistado) tem de manter um padrão elevado. É nessa área com o planejamento e a qualidade amostral que o Instituto Veritá atua com maior expertise. Usando tecnologia e ferramentas para que a apuração chegue na melhor amostragem, o Instituto atua para que realmente o público entrevistado represente todo o universo que se quer conhecer com proporcionalidade.

## Polêmicas
O instituto foi envolvido em uma polêmica por liberação de dados pela campanha de Aécio Neves. O dono do instuto na época, Adriano Silvoni, confirmou o mau uso. As pesquisas do instituto indicavam vitória de Aécio no segundo turno por 54,8% a 45,2% (9 de outubro) e por 53,2% contra 46,8% (21 de outubro). Dilma Roussef foi eleita em 26 de outubro de 2022 com 51,64% dos votos válidos contra 48,36% de Aécio. Em outra ocasião, nas eleições municipais de 2020, o Jornal de Uberaba criticou a metodologia do instituto em pesquisas